# Rojiște (gmina)
Rojiște – gmina w Rumunii, w okręgu Dolj. Obejmuje miejscowości Rojiște i Tâmburești. W 2011 roku liczyła 2421 mieszkańców.